# Отіс (Колорадо)
Отіс (англ. Otis) — місто (англ. town) в США, в окрузі Вашингтон штату Колорадо. Населення — 511 особа (2020).

## Географія
Отіс розташований за координатами 40°9′0″ пн. ш. 102°57′44″ зх. д. / 40.15000° пн. ш. 102.96222° зх. д. (40.150117, -102.962140).  За даними Бюро перепису населення США в 2010 році місто мало площу 1,07 км², уся площа — суходіл.

### Клімат
| Клімат : Отіс         | Клімат : Отіс | Клімат : Отіс | Клімат : Отіс | Клімат : Отіс | Клімат : Отіс | Клімат : Отіс | Клімат : Отіс | Клімат : Отіс | Клімат : Отіс | Клімат : Отіс | Клімат : Отіс | Клімат : Отіс | Клімат : Отіс |
| Показник              | Січ.          | Лют.          | Бер.          | Квіт.         | Трав.         | Черв.         | Лип.          | Серп.         | Вер.          | Жовт.         | Лист.         | Груд.         | Рік           |
| Середній максимум, °C | 3,9           | 6,7           | 10,6          | 15,6          | 21,1          | 27,8          | 32,2          | 30,0          | 25,6          | 18,3          | 10,0          | 4,4           | 17,2          |
| Середній мінімум, °C  | −10,6         | −8,3          | −4,4          | 0,0           | 5,6           | 11,1          | 14,4          | 13,3          | 8,3           | 1,7           | −5            | −10           | 1,1           |
| Норма опадів, мм      | 8             | 10            | 25            | 43            | 71            | 58            | 66            | 58            | 30            | 23            | 15            | 10            | 422           |
| --------------------- | ------------- | ------------- | ------------- | ------------- | ------------- | ------------- | ------------- | ------------- | ------------- | ------------- | ------------- | ------------- | ------------- |
| Джерело: Weatherbase  |               |               |               |               |               |               |               |               |               |               |               |               |               |

## Демографія
Згідно з переписом 2010 року, у місті мешкало 475 осіб у 202 домогосподарствах у складі 127 родин. Густота населення становила 445 осіб/км².  Було 248 помешкань (232/км²).
Расовий склад населення:
| - 94,5 % — білих - 0,4 % — вихідців з тихоокеанських островів - 0,2 % — азіатів - 2,5 % — осіб інших рас |

До двох чи більше рас належало 2,3 %. Частка іспаномовних становила 5,5 % від усіх жителів.
За віковим діапазоном населення розподілялося таким чином: 24,8 % — особи молодші 18 років, 56,5 % — особи у віці 18—64 років, 18,7 % — особи у віці 65 років та старші. Медіана віку мешканця становила 39,9 року. На 100 осіб жіночої статі у місті припадало 97,1 чоловіків;  на 100 жінок у віці від 18 років та старших — 87,9 чоловіків також старших 18 років.
Середній дохід на одне домашнє господарство  становив 43 452 долари США (медіана — 38 977), а середній дохід на одну сім'ю — 54 043 долари (медіана — 46 250). За межею бідності перебувало 14,6 % осіб, у тому числі 16,8 % дітей у віці до 18 років та 18,6 % осіб у віці 65 років та старших.
Цивільне працевлаштоване населення становило 168 осіб. Основні галузі зайнятості: роздрібна торгівля — 15,5 %, будівництво — 15,5 %, сільське господарство, лісництво, риболовля — 13,1 %, виробництво — 11,9 %.